# Gare d'Ushida (Tokyo)
Pour les articles homonymes, voir Ushida.
La gare d'Ushida  (牛田駅, Ushida-eki) est une gare ferroviaire située dans l'arrondissement d'Adachi, à Tokyo au Japon. Cette gare est exploitée par la compagnie Tōbu.

## Situation ferroviaire
La gare d'Ushida est située au point kilométrique (PK) 6,0 de la ligne Tōbu Skytree.

## Historique
La gare a été inaugurée le 1er septembre 1932.

## Service des voyageurs

### Accueil
La gare dispose d'un bâtiment voyageurs avec guichets, ouvert tous les jours.

### Desserte
- Ligne Tōbu Skytree :
  - voie 1 : direction Kita-Senju, Kasukabe, Tōbu-dōbutsu-kōen, Kuki et Minami-Kurihashi
  - voie 2 : direction Asakusa

### Interconnexion
La gare de Keisei Sekiya sur la ligne principale Keisei est située à proximité immédiate.